# Stelarator
Stelarator je naprava, ki z magnetnimi polji zadržuje vročo plazmo za doseganje kontrolirane fuzije. Je ena izmed prvih naprav za doseganje kontroliranega zlivanja jeder. Izumil ga je Lyman Spitzer leta 1950.
Stelaratorji so bili popularni v 50ih in 60ih letih 20. stoletja, v 70ih pa je zanimanje zanje zaradi boljših rezultatov tokamakov upadlo. V 90ih letih je zaradi določenih problemov pri tokamakih zanimanje za stelaratorje ponovno naraslo.